# Propolyxenus trivittatus
Propolyxenus trivittatus är en mångfotingart som först beskrevs av Karl Wilhelm Verhoeff 1941.  Propolyxenus trivittatus ingår i släktet Propolyxenus och familjen penseldubbelfotingar. Inga underarter finns listade i Catalogue of Life.